# New Order Story
| Críticas profissionais | Críticas profissionais |
| Avaliações da crítica  | Avaliações da crítica  |
| Fonte                  | Avaliação              |
| ---------------------- | ---------------------- |
| All Music Guide        | link                   |

New Order Story é um álbum de vídeo (documentário) sobre a banda britânica de rock New Order, lançado em 1993. Ele contém a maioria dos seus vídeos musicais, bem como entrevistas com os membros da banda, seu empresário Rob Gretton, produtores, etc. Ele também conta com participações de Neil Tennant, vocalista do duo britânico Pet Shop Boys, Bono Vox, vocalista da banda irlandesa de rock U2, do produtor musical Quincy Jones e do jornalista Jon Savage.
O documentário começa com imagens dos tempos de Joy Division, banda anterior dos integrantes, chega ao suicídio do vocalista Ian Curtis, e a consequente formação da banda. Uma versão editada do documentário foi ao ar na rede britânica ITV na noite de 29 de agosto de 1993, coincidindo com o show do New Order no Festival de Reading. Embora não seja visível no documentário, a banda foi filmada na iminência de sua separação que duraria sete anos.

## Faixas
1. Transmission
2. Love Will Tear Us Apart
3. Ceremony
4. Temptation
5. Blue Monday
6. Touched By The Hand Of God
7. Bizarre Love Triangle
8. Confusion
9. Shellshock
10. State Of The Nation
11. Perfect Kiss
12. True Faith
13. Round & Round
14. World In Motion
15. Fine Time
16. Regret
17. Temptation
18. Everyone Everywhere
19. Ruined In A Day
20. World
21. Atmosphere